# Mermessus lindrothi
Espèce
Synonymes
- Eperigone lindrothi Holm, 1960

Mermessus lindrothi est une espèce d'araignées aranéomorphes de la famille des Linyphiidae.

## Distribution
Cette espèce est endémique d'Alaska aux États-Unis. Elle se rencontre sur l'île Adak dans les îles Aléoutiennes.

## Description
Le mâle décrit par Millidge en 1987 mesure 2,4 mm et la femelle 2,55 mm.

## Publication originale
- Holm, 1960 : On a collection of spiders from Alaska. Zoologiska bidrag från Uppsala, vol. 33, p. 109-134.